# Ivan Bošnjak
Ivan Bošnjak (ur. 6 lutego 1979 w Vinkovci) – piłkarz chorwacki grający na pozycji ofensywnego pomocnika lub napastnika.

## Kariera klubowa
Urodzony w Vinkovci Bošnjak zaczynał karierę w tamtejszym klubie HNK Cibalia. Do pierwszego zespołu trafił w 1996 mając dopiero 17 lat. W zespole tym grał przez 4 sezony, ale by móc rozwijać się piłkarsko musiał odejść do silniejszego klubu. Latem 2000 wybrał Hajduk Split i przez 2 pełne sezony był tam graczem podstawowej jedenastki. W 2002 roku niespodziewanie przeniósł się do Libii, do klubu Al Ittihad. Zawodnikiem tego klubu był przez sezon ale nie zagrał tam w ani jednym oficjalnym meczu. W 2003 roku powrócił do ojczyzny i został zawodnikiem Dinama Zagrzeb. W barwach tego klubu był jedną z czołowych postaci ligi chorwackiej, został m.in. królem strzelców ligi w 2006 roku.
Po sezonie, w lecie 2006 Bošnjak został graczem belgijskiego Racingu Genk, a sprzedano go za około 2,5 mln euro. W klubie tym występował do końca sezonu 2008/2009. Następnie odszedł do greckiego Iraklisu Saloniki, a w 2010 roku po rozwiązaniu kontraktu z tym klubem stał się wolnym zawodnikiem. W 2011 roku został piłkarzem chińskiego Chongqing Lifan. Następnie grał też w: HNK Rijeka, Brunei DPMM FC i Persiji Dżakarta.
Bošnjak był 2-krotnie mistrzem Chorwacji – w 2001 roku z Hajdukiem oraz w 2006 z Dinamem. W 2000 roku został uznany za najlepszego gracza ligi chorwackiej.
| Sezon   | Klub             | Kraj      | Rozgrywki     | Mecze | Bramki |
| ------- | ---------------- | --------- | ------------- | ----- | ------ |
| 1996/97 | HNK Cibalia      | Chorwacja | Prva HNL      | 3     | 0      |
| 1997/98 | HNK Cibalia      | Chorwacja | Prva HNL      | 0     | 0      |
| 1998/99 | HNK Cibalia      | Chorwacja | Prva HNL      | 27    | 7      |
| 1999/00 | HNK Cibalia      | Chorwacja | Prva HNL      | 32    | 14     |
| 2000/01 | Hajduk Split     | Chorwacja | Prva HNL      | 30    | 7      |
| 2001/02 | Hajduk Split     | Chorwacja | Prva HNL      | 23    | 2      |
| 2002/03 | Al Ittihad       | Libia     | I. liga       | 0     | 0      |
| 2003/04 | Dinamo Zagrzeb   | Chorwacja | Prva HNL      | 9     | 1      |
| 2004/05 | Dinamo Zagrzeb   | Chorwacja | Prva HNL      | 25    | 10     |
| 2005/06 | Dinamo Zagrzeb   | Chorwacja | Prva HNL      | 27    | 22     |
| 2006/07 | Racing Genk      | Belgia    | Eerste Klasse | 14    | 6      |
| 2007/08 | Racing Genk      | Belgia    | Eerste Klasse | 27    | 3      |
| 2008/09 | Racing Genk      | Belgia    | Eerste Klasse | 18    | 0      |
| 2009/10 | Iraklis Saloniki | Grecja    | Alpha Ethniki | 13    | 0      |
| 2011    | Chongqing Lifan  | Chiny     | League One    | 22    | 6      |
| 2011/12 | HNK Rijeka       | Chorwacja | Prva HNL      | 4     | 0      |
| 2013    | Brunei DPMM FC   | Brunei    | S-League      | 5     | 0      |
| 2014    | Persija Dżakarta | Indonezja | Super League  | 14    | 4      |

## Kariera reprezentacyjna
W reprezentacji Chorwacji Bošnjak debiutował 16 sierpnia 2000 roku w zremisowanym 1:1 meczu z reprezentacją Słowacji za kadencji selekcjonera Mirko Jozicia. Jednak od czasu debiutu w kadrze (rozegrał potem jeszcze jeden mecz) przez parę lat w niej nie grał. Kolejny raz w kadrze (trzeci) zagrał dopiero w 2005 roku za kadencji selekcjonera Zlatko Kranjčara i od tego czasu jest członkiem kadry. W 2006 został przez niego powołany do 23-osobowej kadry na Mistrzostwa Świata w 2006, ale tam zagrał tylko 4 minuty w zremisowanym 0:0 meczu z reprezentacją Japonii. W reprezentacji rozegrał 13 spotkań, strzelając 1 bramkę.